# Млинари (Великопольське воєводство)
Млинари (пол. Młynary, нім. Müllerfelde) — село в Польщі, у гміні Марґонін Ходзезького повіту Великопольського воєводства.
Населення — 190 осіб (2011).
У 1975-1998 роках село належало до Пільського воєводства.

## Демографія
Демографічна структура станом на 31 березня 2011 року:
|          | Загалом | Допрацездатний вік | Працездатний вік | Постпрацездатний вік |
| -------- | ------- | ------------------ | ---------------- | -------------------- |
| Чоловіки | 84      | 20                 | 59               | 5                    |
| Жінки    | 106     | 28                 | 63               | 15                   |
| Разом    | 190     | 48                 | 122              | 20                   |